# Partido Unido para o Desenvolvimento Nacional
O Partido Unido para o Desenvolvimento Nacional é um partido político liberal na Zâmbia. 
Em 2001 a eleições legislativas, realizada em 27 de dezembro de 2001, o partido ganhou 23,3% dos votos populares e 49 dos 159 lugares. Its candidate in the O seu candidato na eleição presidencial, Anderson Mazoka, no mesmo dia ganhou 27,2%.
Mazoka morreu em maio de 2006, como parte da Aliança Democrática Unida, o candidato do partido para as eleições presidenciais em 28 de setembro, 2006 foi Hakainde Hichilema, que pegou o terceiro lugar.
O partido é um observador na Internacional Liberal.